# نسر سيليسيان

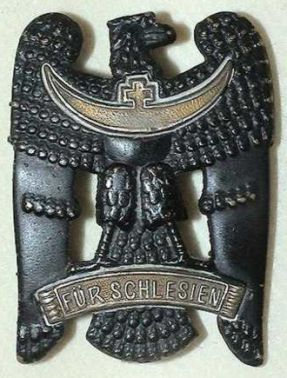

نسر سيليسيان ( اللغة الألمانية : Schlesischer Adler ) كان ميدالية مُنحت لمن حارب انتفاضات سيليزيا كجزء من فرايكروبس أوبرلاند تحت حكم جمهورية فايمار.
تأسست في 19 يونيو 1919 عى يد جينيرال لوتنانت فيلق الجيش السادس فريدريش فون فريدبورغ، وضع نسر سيليسيان نفسه في فئتين، الدرجة الثانية لمدة ثلاثة أشهر من الخدمة والدرجة الأولى لمدة 6 أشهر من الخدمة ويمكن أن تزين بأوراق البلوط أو السيوف أو كليهما. كانت هذه الميدالية واحدة من جوائز فرايكربس القليلة التي تم السماح بارتدائها على الزي الرسمي خلال الرايخ الثالث بعد حظر عام 1935 على الميداليات غير الرسمية. ومع ذلك، تم حظر السيوف وأوراق البلوط، ولكن على الرغم من عمليات الحظر، استمر العديد من المحاربين القدامى في ارتدائهم في الخدمة العسكرية النشطة في فترة الرايخ الثالث.  